# Saran (huyện)
Huyện Saran là một huyện thuộc bang Bihar, Ấn Độ. Thủ phủ huyện Saran đóng ở Chhapra. Huyện Saran có diện tích 2641 ki lô mét vuông. Đến thời điểm năm 2001, huyện Saran có dân số 3251474 người.